# Le Rouget-Pers
Le Rouget-Pers é uma comuna francesa na região administrativa da Auvérnia-Ródano-Alpes, no departamento de Cantal. Estende-se por uma área de 24,28 km². Em 2010 a comuna tinha 1 263 habitantes (densidade: 52 hab./km²).
A municipalidade foi estabelecida em 1 de janeiro de 2016 e consiste na fusão das antigas comunas de Le Rouget e Pers.